# Jon Koldo Urien
Jon Koldo Urien Gómez (21 de junio de 1959, Abadiano (Vizcaya, España) es un exciclista español, profesional entre los años 1984 y 1985, durante los que consiguió una única victoria, en la Vuelta al País Vasco en 1984. Su hermano José Ángel Urien también fue ciclista profesional.
Sus inicios en el ciclismo fueron muy exitosos, proclamándose en 1978 campeón de España en categoría Junior en la modalidad de contrarreloj por equipos (junto con Jon "Tati" Egiarte, Federico Etxabe y Julián Gorospe). Este último campeonato lo repitió ya en amateur, en el año 1981 (junto con Jon "Tati" Egiarte, Sabino Angoitia y Julián Gorospe). 
Su paso al campo profesional fue más complicado, retirándose tras dos años como profesional con una única victoria.

## Palmarés
1984
- 1 etapa de la Vuelta al País Vasco

## Equipos
- Orbea (1984)
- Hueso (1985)